# Aaron Henry
Pour les articles homonymes, voir Henry.
Aaron James Henry, né le 30 août 1999 à Louisville dans le Kentucky, est un joueur américain de basket-ball évoluant au poste d'ailier.

## Biographie

### Carrière universitaire
Entre 2018 et 2021, il joue pour les Spartans de Michigan State.
Le 12 avril 2021, il se présente à la draft NBA 2021.

### Carrière professionnelle

#### 76ers de Philadelphie (2021-2022)
Le 8 août 2021, bien que non drafté, il signe un contrat two-way en faveur des 76ers de Philadelphie. Il est coupé le 11 janvier.

#### Metropolitans 92 (2022-2023)
Le 5 août 2022, il quitte les États-Unis pour rejoindre la France et les Metropolitans 92 pour une saison.

## Statistiques

### Universitaires
Les statistiques d'Aaron Henry en matchs universitaires sont les suivantes :
| Saison    | Équipe         | Matchs | Titul. | Min./m | % Tir | % 3pts | % LF | Rbds/m. | Pass/m. | Int/m. | Ctr/m. | Pts/m. |
| --------- | -------------- | ------ | ------ | ------ | ----- | ------ | ---- | ------- | ------- | ------ | ------ | ------ |
| 2018-2019 | Michigan State | 39     | 22     | 22,1   | 49,5  | 38,5   | 69,2 | 3,80    | 1,60    | 0,60   | 0,50   | 6,10   |
| 2019-2020 | Michigan State | 30     | 29     | 29,1   | 44,1  | 34,4   | 70,3 | 4,60    | 2,90    | 0,80   | 0,60   | 10,00  |
| 2020-2021 | Michigan State | 28     | 26     | 32,5   | 44,9  | 29,6   | 76,2 | 5,60    | 3,60    | 1,30   | 1,30   | 15,40  |
| Carrière  | Carrière       | 97     | 77     | 27,2   | 45,7  | 33,3   | 72,9 | 4,60    | 2,60    | 0,90   | 0,70   | 10,00  |

## Distinctions personnelles
- Big Ten All-Defensive Team (2021)
- Third-team All-Big Ten (2021)